# ماریا فرناندا آلویس
 ماریا فرناندا آلویس (انگلیسی: Maria Fernanda Alves؛ زاده ۱۷ آوریل ۱۹۸۳)، یک تنیس‌باز اهل برزیل است. 